# Rhabdosargus
Rhabdosargus és un gènere de peixos pertanyent a la família dels espàrids.

## Taxonomia
- Rhabdosargus globiceps (Valenciennes, 1830)[2][3]
- Rhabdosargus haffara (Forsskål, 1775)[4][5]
- Rhabdosargus holubi (Steindachner, 1881)[6][7]
- Rhabdosargus sarba (Forsskål, 1775)[4][8]
- Rhabdosargus thorpei (Smith, 1979)[9][10][11][12][13][14][15]